# Yakup Kadri Karaosmanoğlu
Yakup Kadri Karaosmanoğlu (El Cairo, 27 de marzo de 1889 - Ankara, 13 de diciembre de 1974) fue un escritor turco del siglo XX. Autor de novelas, cuentos, obras de teatro, ensayos y libros autobiográficos, periodista y diplomático.
Impregnado con la cultura francesa, sus primeras obras fueron influenciadas en gran medida por el simbolismo, pero luego se dedicó más a la historia de su país. El descubrimiento de la miseria del campesino turco cuando se quedó en Ankara durante la guerra de Liberación le causó una verdadera conmoción que se tradujo en su obra por una literatura más realista. Ahora está luchando con las dificultades que enfrenta la gente y los obstáculos que debe superar el movimiento revolucionario para transformar a todo el país. En 1932, publicó su novela más famosa, Yaban (The Stranger) , traducida al francés en 1989. Describe sin compasión la miseria que descubrió en el corazón de Anatolia.

## Biografía
Karaosmanoğlu pasó su infancia en El Cairo. A la edad de seis años, se trasladó con su familia a Manisa, en el oeste de Turquía, de donde procedían sus antepasados. Cuando su padre murió, regresó a Egipto con su madre, quien lo inscribió en el Colegio de los Hermanos de Alejandría, donde aprendió francés. En 1908, poco antes de la proclamación de la segunda Constitución del Imperio Otomano, la familia se trasladó a Estambul, donde Karaosmanoğlu comenzó su escuela de derecho sin convicción, que abandonó tres años después para dedicarse a su pasión, ls literatura: artículos, poemas en prosa, cuentos, obras de teatro, ensayos que aseguraron rápidamente su notoriedad.
Con el fin de la Gran Guerra, el colapso del Imperio Otomano y la invasión de los aliados de gran parte de Turquía, vuelve Karaosmanoglu Ankara, mientras que la zona no está ocupada, para apoyarlos, a través de sus escritos, la guerra de resistencia dirigida por Mustafa Kemal Atatürk. Después de la victoria de las fuerzas nacionales turcas y la proclamación de la República en 1923, los votantes de la ciudad de Mardin lo enviaron a la Asamblea de los Diputados. Cerca de Mustafa Kemal Atatürk, él consigue altos niveles de poder, trabajando activamente para lograr reformas republicanas.
En 1932 fundó la revista Kadro con los intelectuales más a la izquierda, por el momento, como Sevket Süreyya Aydemir y Vedat Nedim Tor. Esta revista mensual luego expone los fundamentos teóricos del kemalismo mientras defiende la necesidad de una economía radicalmente estatista y de literatura social. Los primeros estudios serios sobre la situación del campesino turco también se publican en esta revista, que llama una reforma agraria a gran escala. Pero por el exceso de sus posiciones, Kadro pronto comienza a molestar a los miembros liberales del Partido Republicano del Pueblo(CHP) fundado por Mustafa Kemal, quien lanzó una campaña contra el periódico, a veces acusado de fascismo, a veces de comunismo. Atatürk, para aliviar las tensiones, cree que es mejor poner fin a esta experiencia al detener cualquier publicación en octubre de 1934.
Karaosmanoğlu fue nombrado embajador turco en Tirana, donde comenzó una carrera diplomática que más tarde describió en sus memorias: Diplomat Zoraki, publicado en 1954, actuando sucesivamente como embajador en Praga, La Haya, Teherán y Berna (1934-1954). Después del golpe de Estado 1960, regresó a la política como un adjunto de Manisa (1964-1969), pero considera que los principios kemalistas son violados por el CHP, renunció al partido en el poder en 1965.
Se convirtió en editor del diario Ulus y continuó su actividad literaria hasta el final de su vida en diciembre de 1974.

## Principales obras

### Novelas
- Kiralık Konak (1922)
- Nur Baba (1922)
- Hüküm Gecesi (1927)
- Sodom ve Gomore (1928)
- Yaban (1932)
- Ankara (1934)
- Bir Sürgün (1937)
- Panaroma (1953)
- Hep O Şarkı (1956)

### Artículos
- Bir Serencam (1914)
- Rahmet (1923)
- Milli Savaş Hikâyeleri (1947)
- İzmir’den Bursa’ya (1922, Halide Edip, Falih Rıfkı Atay ve Mehmet Asım Us île birlikte)
- Kadınlık ve Kadınlarımız (1923)
- Seçme Yazılar (1928)
- Ergenekon (iki cilt, 1929)
- Alp Dağları’ndan ve Miss Chalfrin’in Albümünden (1942)

### Poesía
- Erenlerin Bağından (1922)
- Okun Ucundan (1940)

### Teatro
- Nirvana (1909)

### Monografías
- Ahmet Haşim (1934)
- Atatürk (1946)

### Memorias
- Zoraki Diplomat (1955)
- Anamın Kitabı (1957)
- Vatan Yolunda (1958)
- Politikada 45 Yıl (1968)
- Gençlik ve Edebiyat Hatıraları (1969)